# 闽南金三角

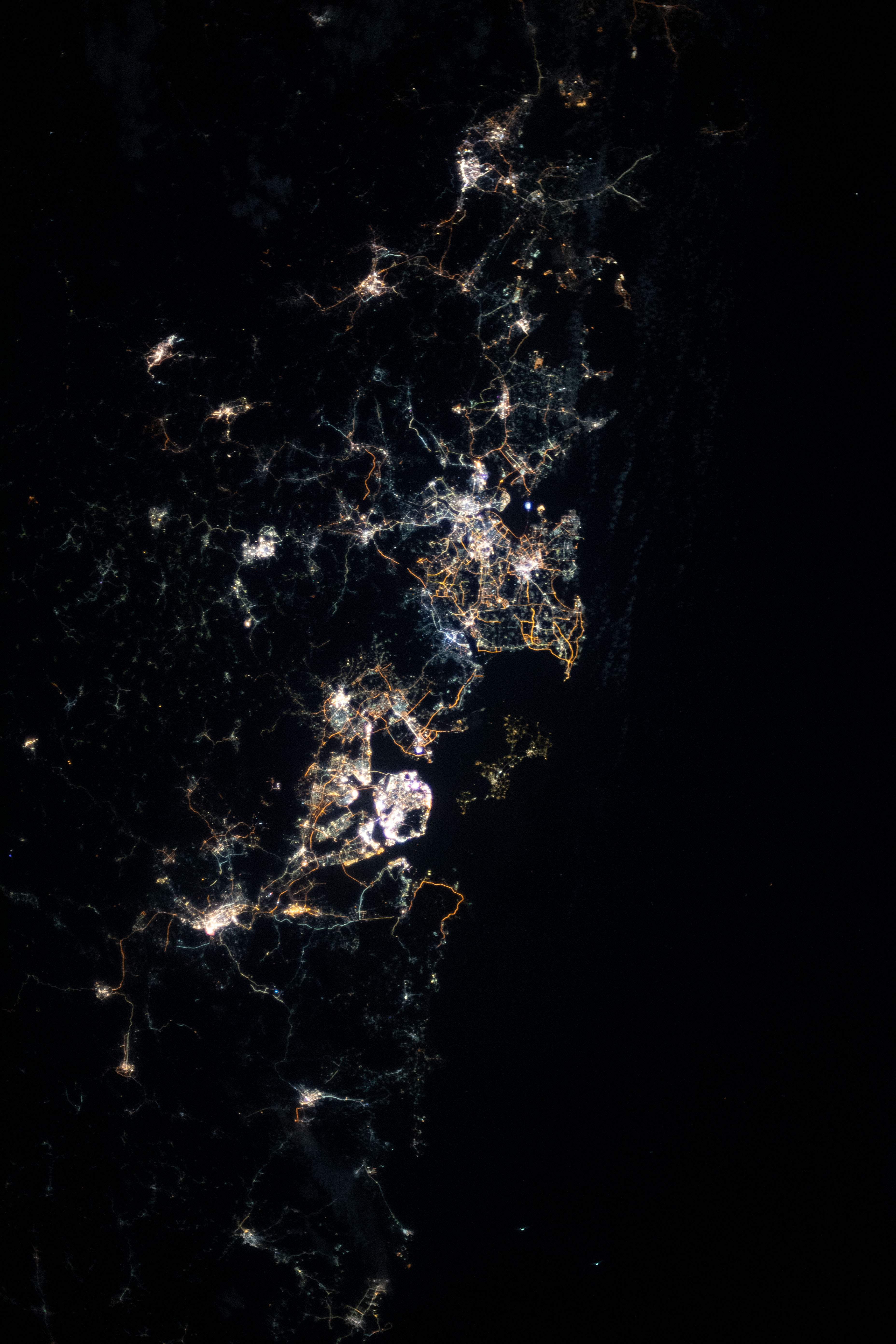
国际空间站上拍摄的闽南地区夜景（2019年）

闽南金三角指中國福建省閩南沿海的厦门、泉州和漳州三个地级市及所辖县区。人口1700餘萬人，主要講閩語閩南片泉漳小片，財政收入約占福建省的52%、進出口總約占福建省的70%、經濟生產量(GDP)佔福建省的4成，是中國大陸在經濟改革開放後經濟較發達的地區之一，是大陆台商投资较密集的区域。此一名稱因此主要是用於經濟事務，常用以與長江三角洲和珠江三角洲等經濟發達地區作比較。其中厦门依靠經濟特区、港口成為大陸东南沿海重要港口；泉州依靠发达的制造业，物流行业蓬勃发展：而漳州正从以农业為主，向工业化转型。

## 由來
闽南金三角是中国沿海经济开放区之一，沿海经济开放区包括长江三角洲、珠江三角洲、闽南三角地区、辽东半岛（大连）、山东半岛、环渤海地区等。

## 產業
閩南金三角的主要產業為：成衣、计算机、电子器件、建材、石化。2010年，閩三角工业总产值為1兆1879亿人民幣，占福建省总量的54%，工业增加值為3371.62亿人民幣，占福建省的52.7%。
2015年，閩三角将形成8個主要产业链、13個產業群聚。
- 8個主要产业链分别是泉州石化、泉州体育用品、泉州纺织服装、厦门计算机及通信设备、厦门工程机械、厦门光电产业、漳州金属及深加工、漳州古雷石化。
- 13個產業群聚是泉州纺织服装产业集群、泉州体育用品产业集群、厦门光电产业集群、厦门计算机及通信产业集群、湄洲湾南岸石化产业基地、漳州古雷石化产业基地、漳州金属及深加工产业基地、泉州机械装备制造产业集群、泉州休闲食品产业集群、泉州建陶及水暖器材产业集群、漳州光伏玻璃及新材料产业基地、漳州农产品加工产业集群、厦门汽车及工程机械产业集群[4]。

## 同城化建設

### 厦漳城际轨道
漳州市市政府規劃將在廈漳之間建设3条轨道线网：城际轨道2条（R1线、R3线）、城市轨道1条（M1）。
- 城际R1线：自厦门海沧区沿翁角路进入台商投资区，沿角江路布设穿福厦铁路、跨沈海高速和九龙江进入漳州市主城区，最后止于南靖车站
- 城际R3线，自厦门火车站出发，利用在建港尾铁路，经由漳州规划滨海新城，到龙海市，从圆山大道进入圆山新城，经龙江路，延伸到北环城路与R1线衔接。
- 城鐵R3线：从漳州市主城区接出，先后途经芗城、龙文、圆山新城、龙海市、漳州开发区，下穿厦门湾海域，直达厦门岛。全长约72公里，投资约142亿人民幣，站点16个，其中漳州段全长约65公里。线路设计时速120km/H，50分钟内可从漳州市区到达厦门岛内[5]。

### 厦漳同城大道
厦漳同城大道起点在漳州台商投资区，设海翔大道、角嵩路、港中路3个对接点与厦门相接，全长26 公里，主道双向6至8车道，设计速度80km/h。厦漳同城大道分为台商投资区段和圆山段，起点在漳州台商投资区官路村附近，终点与规划的铁路漳州站站前路对接。

## 其他建設
- 基础设施：厦漳泉公共交通智能管理系统、南安（金淘）至厦门高速公路、五里桥生态文化公园等。
- 公共服务：医学检验和影像检查结果互认制度、电子小额支付应用、跨市人力资源管理服务合作、城市基础数据库等。
- 产业项目：泉州市与厦门合作共建的厦门火炬高新区永春产业园已签订合作共建初步框架协议[7]。